# Rasmus Hansson (läkare)
Rasmus Hansson, född 8 september 1859 i Gjerpen, död 1959, var en norsk läkare.
Hansson blev candidatus medicinæ 1888 och var kommunläkare i Støren 1889–97. Han förestod Norsk Lægeforenings byrå från 1898 och var dess generalsekreterare 1900–24. Hans verksamhet var av största betydelse för utvecklingen av den norska läkarkåren som organisation, men dessutom inlade han sig förtjänst i hygieniskt och socialt hänseende. Han företog således med stipendium resor genom stora delar av Norge för att undersöka bostadsförhållanden, skolbyggnader, kosthållning och dricksvattenförsörjning, förberedelse till Norges hygiejniske Kortlægning (1899).
Hansson var sekreterare i den kommission, som skulle föreslå en reform av Norges civila läkarväsen, av kommissionen angående kroniska alkoholisters behandling och i den, som gällde reformering av den medicinska undervisningen. Han medverkade till förslaget om offentlig sjukförsäkring och innehade många förtroendeuppdrag. Han bedrev även ett mycket betydande författarskap och var redaktör för  "Tidsskrift for den norske Lægeforening" till 1924.